# Lijst van extreme punten in de Europese Unie

Europese Unie
Ultraperifeer gebied
Landen en gebieden overzee, geen deel van Europese Unie

Dit is een lijst met uiterste punten in de Europese Unie in alle vier de windrichtingen.

## In Europese Unie, inclusiefultraperifeer gebiedoverzee

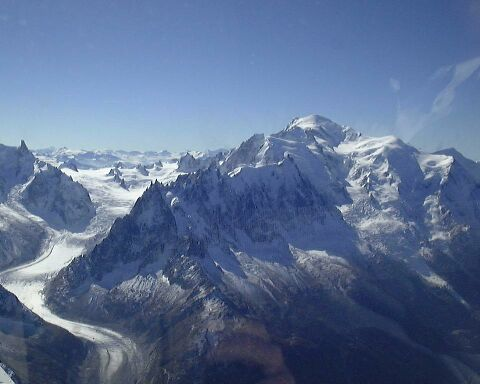
Mont Blanc, Frankrijk

- Noordelijkste punt — Nuorgam, Finland (70° 4′ NB, 27° 50′ OL)
- Zuidelijkste punt —  Saint-Joseph, Réunion, Frankrijk
- Westelijkste punt — Sint-Maarten (Franse Antillen), Frankrijk
- Oostelijkste punt — Sainte-Rose (Réunion), Réunion, Frankrijk
- Hoogste punt - Mont Blanc (Monte Bianco), Frankrijk / Italië = 4.810,45 meter[2]
- Laagste punt - Lammefjord, een ingepolderde zeearm in Denemarken met -7,50 meter. Ter vergelijking: de Zuidplaspolder in Nederland ligt 6,76 meter (2005) onder NAP.[3]

## InEuropa, inclusief eilanden
Landen in het werelddeel Europa die geen lid zijn van de Europese Unie worden niet beschouwd.

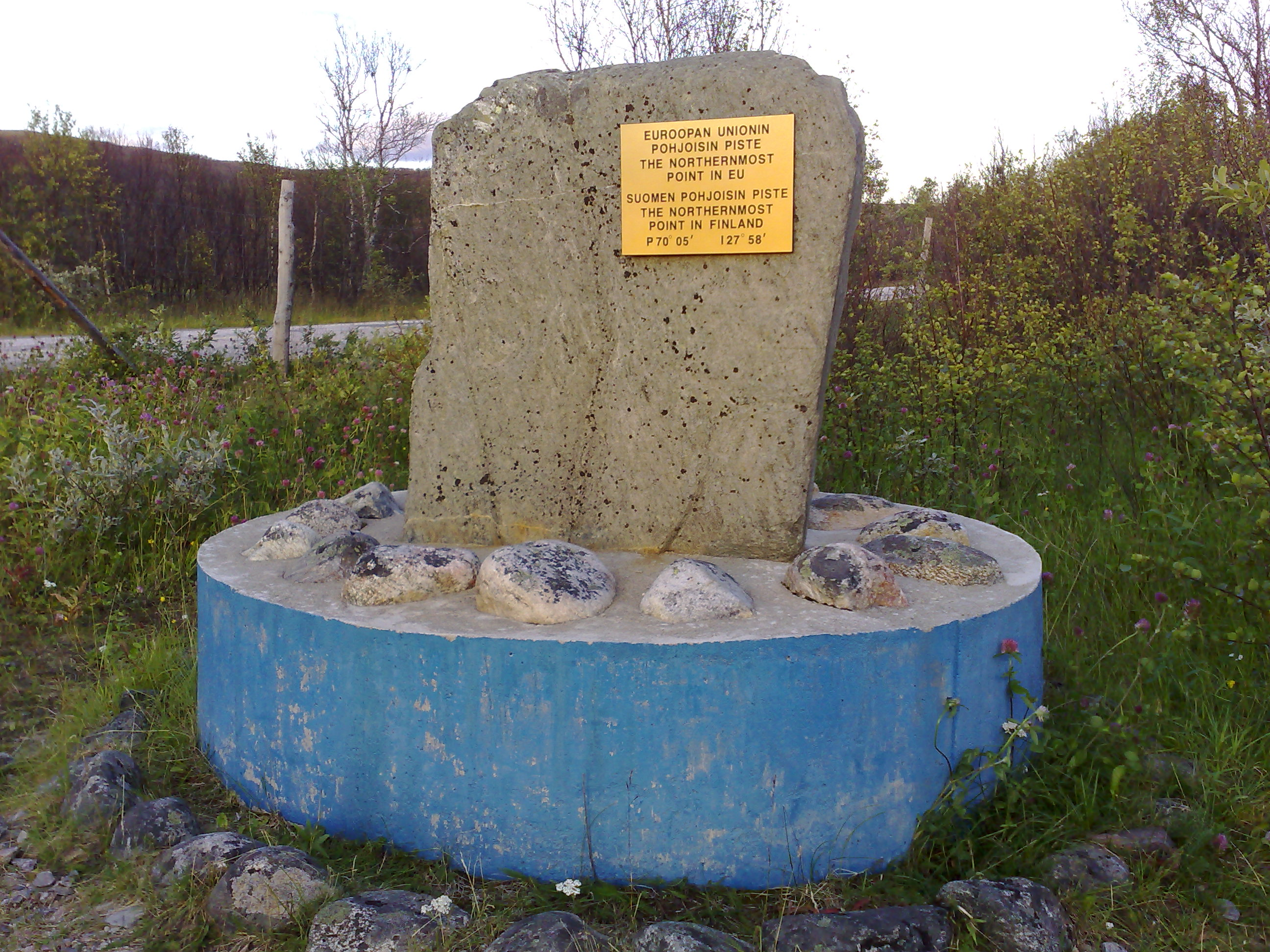
Grensmarkering nabij het noordelijkste punt

- Noordelijkste punt — Nuorgam, Finland
- Zuidelijkste punt — El Pinar de El Hierro, Spanje (27° 45′ NB, 17° 59′ WL)
- Westelijkste punt — Fajã Grande, Azoren, Portugal
- Oostelijkste punt — Rizokarpaso, Cyprus de jure1,4(34° 36’ E)

of Kaap Greco, Ayia Napa, Cyprus de facto1,4(34° 5’ E)

## In Europa, zonder eilanden
- Noordelijkste punt — Gamvik, Noorwegen
- Zuidelijkste punt — Tarifa, Spanje (36° 0’ 15” N)
- Westelijkste punt — Cabo da Roca, Portugal (9° 30’ W)
- Oostelijkste punt — Virmajärvi, Finland (31° 35’ 17” E)
- Zuid-Oostelijkste punt — Rezovo (Gem. Tsarevo), Bulgarije (41° 58′ 59" N, 28° 1′ 46" E)